# Sanicula graveolens
Sanicula graveolens là một loài thực vật có hoa trong họ Hoa tán. Loài này được Poepp. ex DC. miêu tả khoa học đầu tiên năm 1830.

## Hình ảnh

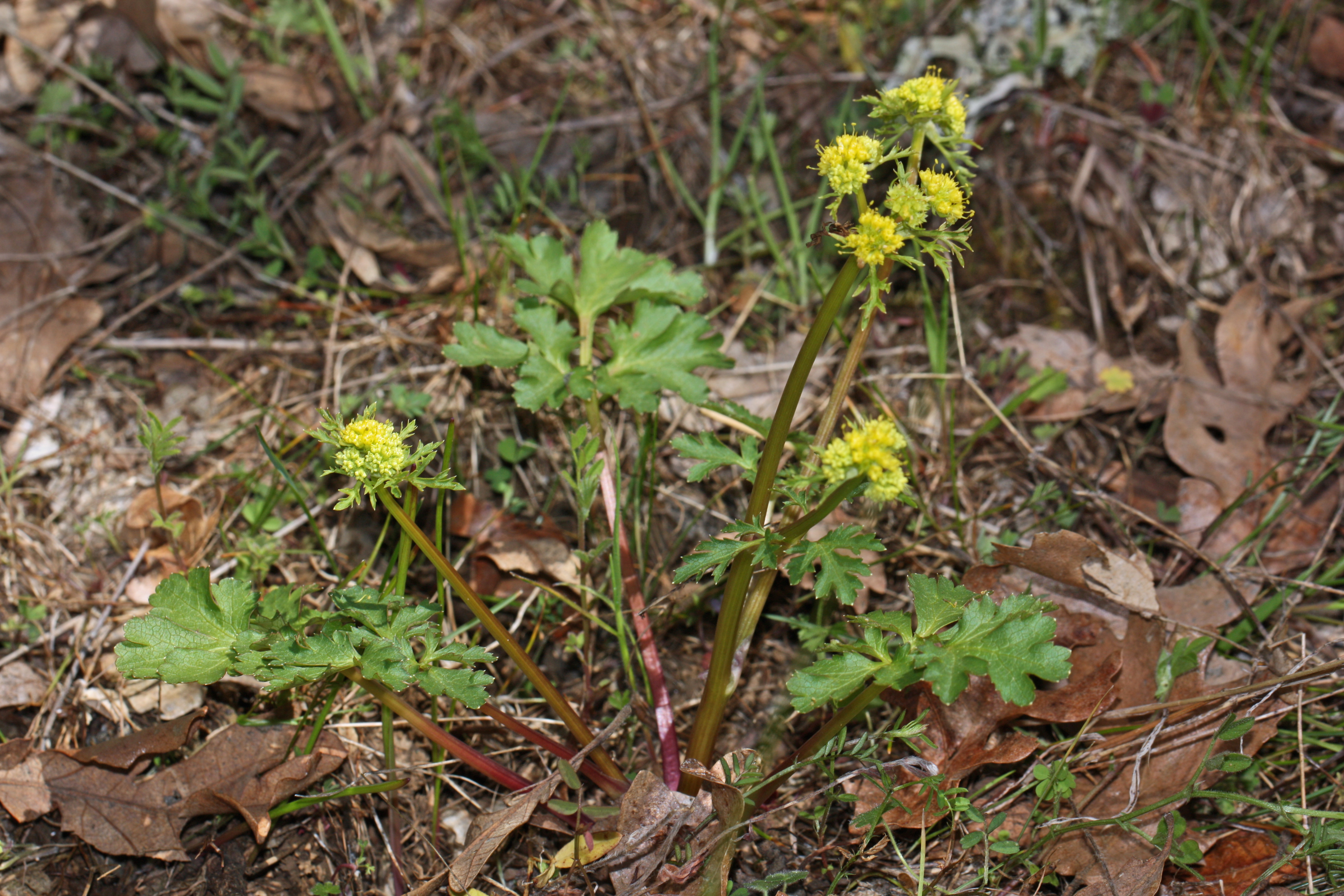
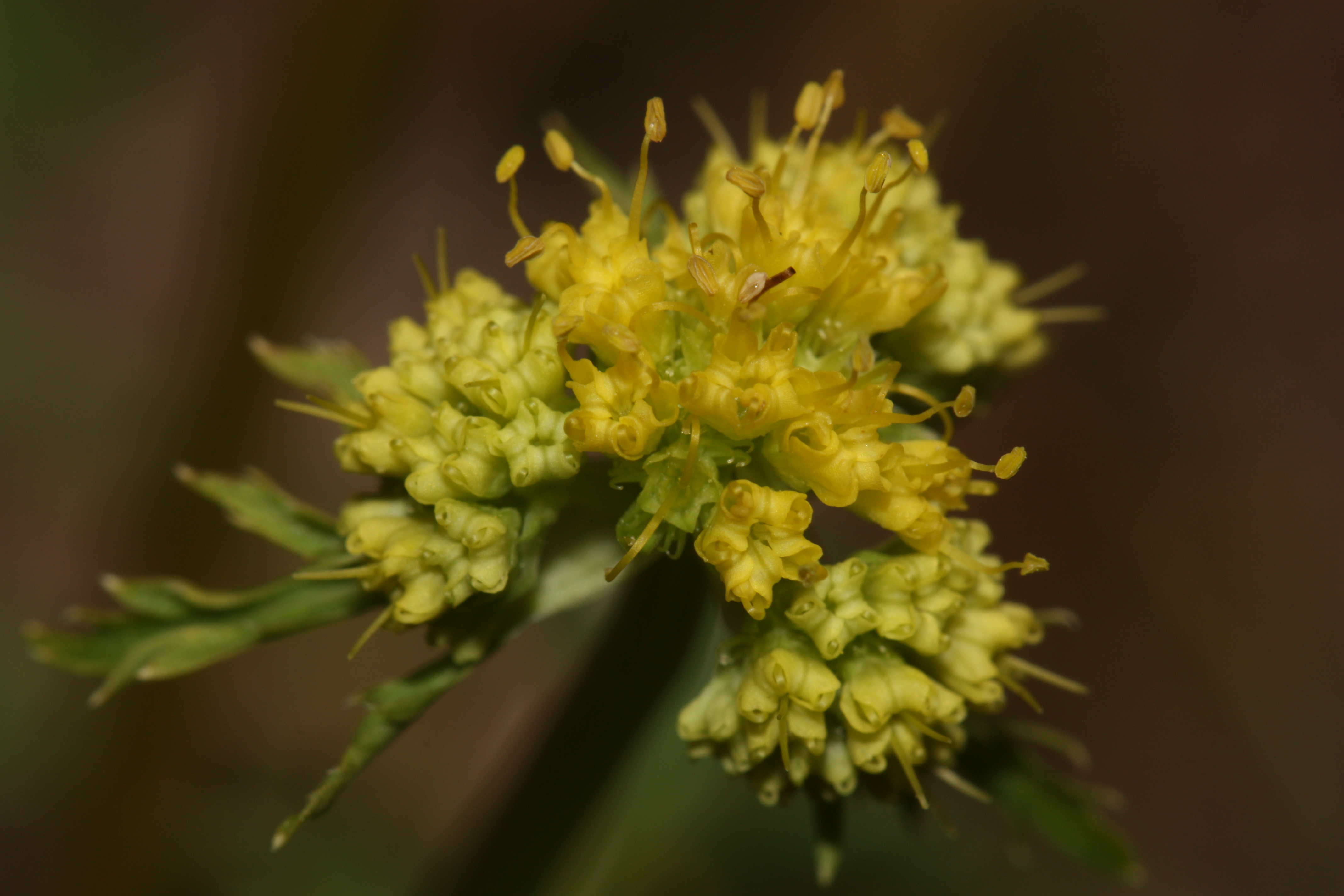
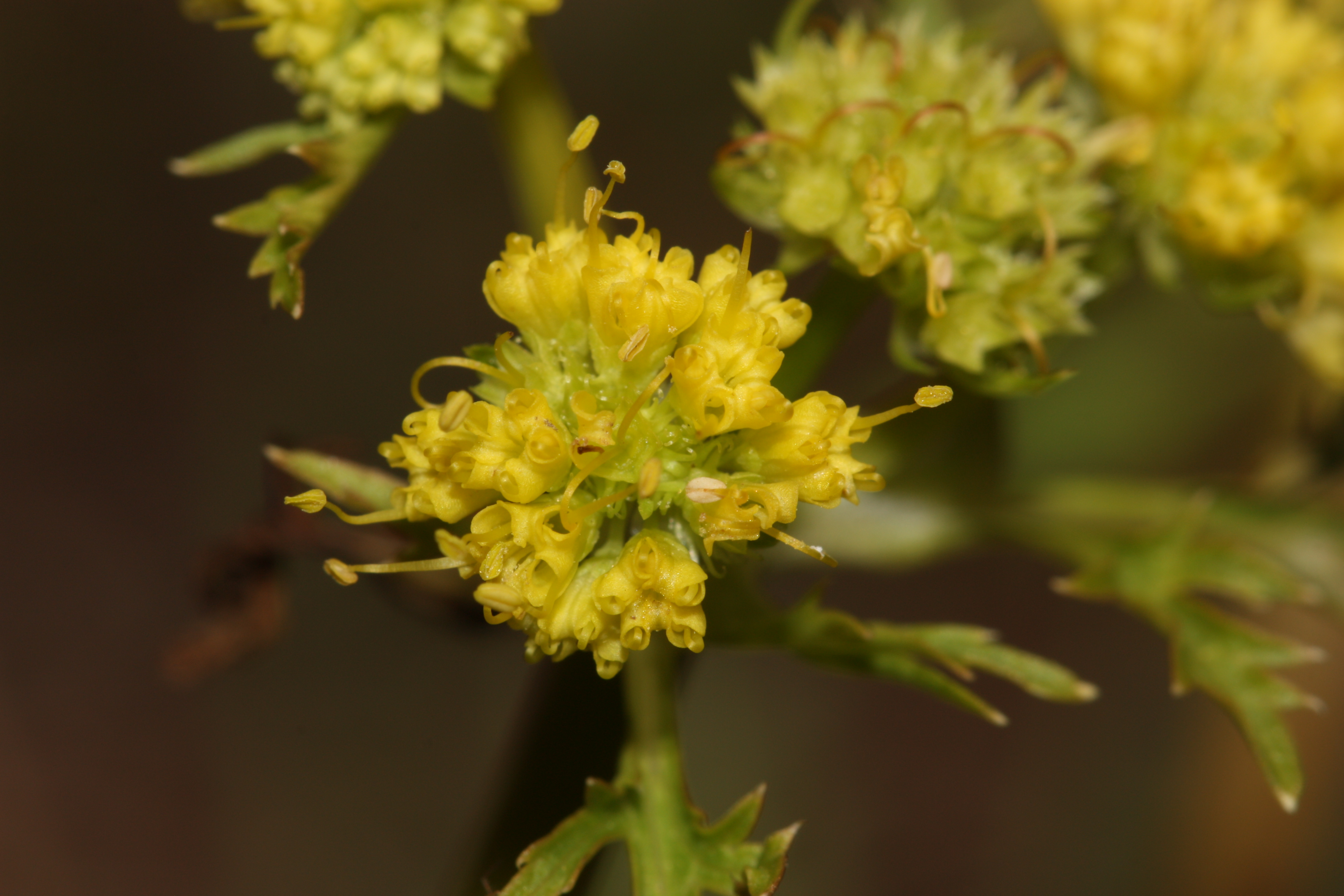
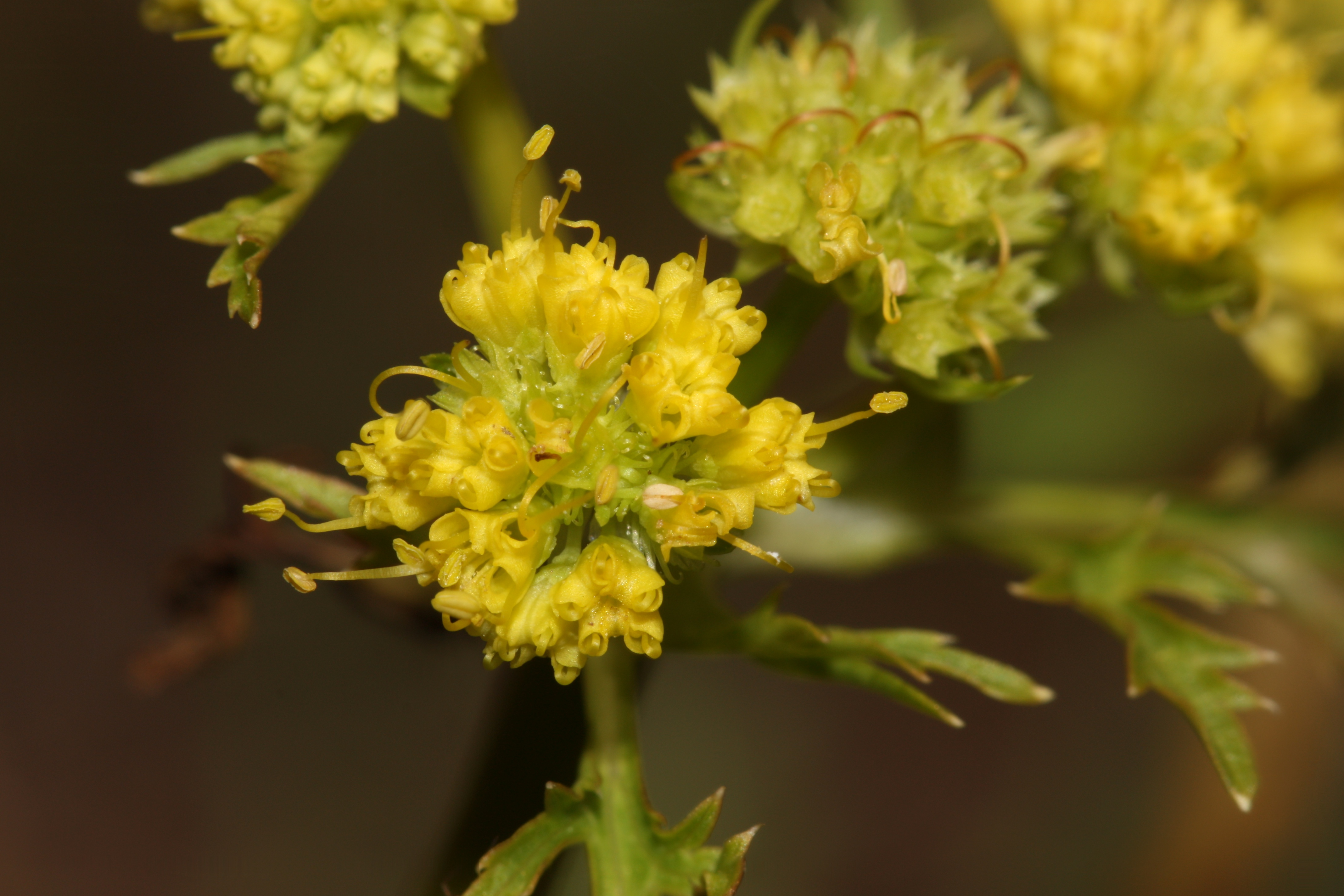